# Џејн Хамилтон
Џејн Хамилтон (енгл. Jane Hamilton, Оук Парк, Илиноис, САД, 13. јул 1957) је америчка књижевница.

## Рани живот
Џејн Хамилтон је рођена и одрасла у Оук Парку, Илиноис (САД),  најмлађа од петоро деце. Освојила је награде за поезију и кратке приче током средње школе и на факултету, али су јој увек говорили да бити писац не би била одржива каријера. Пошто није добро владала правописом, није веровала ни да може бити ни издавач ни уредник.Завршила је средњу школу Оак Парк и Ривер Форест 1975. 
Хамилтон је након колеџа примљена као приправник у Dell Publishing за децу и кренула је у Њујорк са намером да постане уредник. Она извештава да је стала да посети воћњак јабука пријатеља у Рочестеру, Висконсин. Тамо је упознала свог будућег мужа, партнера у воћњаку. Убрзо након тога, преселила се у воћњак, што јој је омогућило слободу да пише током ван сезоне за бербу.
Упркос одбијању од постдипломских програма на које се пријавила, Хамилтонова је наставила да пише у своје слободно време. Године 1983. њена кратка прича, "My Own Earth" (Моја сопствена земља) покренула је њену каријеру када ју је приправник извукао из гомиле бљузгавице и предао уредници Harper's Magazine, Хелен Роган.  Након објављивања књиге Моја сопствена земља уследио је и убрзанији успех када је њена кратка прича "Aunt Marj's Happy Ending" ("Срећан крај тетке Марј") објављена у Harper's Magazine у децембру 1983. године. "Aunt Marj's Happy Ending" се касније појавио у The Best American Short Stories 1984.
Њен први роман, The Book of Ruth (Књига о Рут), објављен је 1988. године и освојио је награду Хемингвеј фондације/ПЕН, награду за нове писце Great Lakes College Association и награду Banta Book, Асоцијације библиотека Висконсина 1989.  The Book of Ruth је била у селекцији за Oprah's Book Club 1996. и била је основа за телевизијски филм истог наслова из 2004. године.
Године 1994. објавила је A Map of the World (Мапу света), која је адаптирана за филм 1999. године, а исте године је била у селекцији за Oprah's Book Club. Њен трећи роман, Short History of a Prince (Кратка историја једног принца), објављен 1998. године, био је најбоља књига Publishers Weekly 1998.  Ова књига је такође ушла у ужи избор за Женску награду за белетристику 1999. године.  Године 2000, Хамилтон је проглашена за признатог аутора Висконсина од стране Библиотечког удружења Висконсина. 
Све њене књиге су смештене, барем делимично, у Висконсин. A Map of the World (Мапа света) смештена је у округ Расин, Вис. О свом писању, романописац Лаура Моријарти каже: "Свиђа ми се Џејн Хамилтон због њених саосећајних портрета ликова којима би се већина људи исмејала, и начина на који њене књиге приказују лепоту сеоског живота без романтизације." 
У интервјуу за The Journal Times из новембра 2006, Хамилтонова је говорила о својој раној инспирацији за писање романа. Као студент на колеџу Карлтон, чула је како професор каже да ће једног дана написати роман. Хамилтон је написала само две кратке приче за професорову класу. Преслушавање разговора улило јој је самопоуздање. "Имало је много више снаге, чињеница да сам то чула, уместо да ми је директно рекао", рекла је она. 

## Лични живот
Хамилтон је удата и има децу. Велики део Хамилтоновог рада одражава њена лична искуства, приказана кроз поставке, ликове и догађаје који се дешавају у њеном писању.  Свој успех приписује утицају јаких жена у њеном животу које су биле списатељице, њеног мужа и рођака који су јој обезбедили окружење у коме је могла да ради и чисту срећу. Захвална је на подршци свом супругу, коме наглас чита свој рад за повратне информације и који је годинама подстицао њен рад. Хамилтонова данас живи у воћњаку, месту где је подигла породицу и написала све романе по којима је позната. Она каже да је писање и даље њена "опсесија" и да пише сваки дан. 

### Опште референце
- Kolker, Jeanne (17. 4. 2016). „'Life on apple farm inspires Wisconsin author Jane Hamilton's new book'”. Wisconsin State Journal. Приступљено 6. 1. 2018.